# سبيع بن قيس
سُبَيع بن قيس بن عبسة بن أمية الخزرجي الأنصاري صحابي جليل من قبيلة الخزرج من الأنصار شهد مع النبي محمد ﷺ غزوة بدر وغزوة أحد وهو أخو الصحابي عبادة بن قيس وعم الصحابي أبو الدرداء الأنصاري.

## نسبه
هو سبيع بن قيس بن عبسة ويقال عائشة بن أمية بن مالك بن عامرة بن عدي بن كعب بن الخزرج بن الحارث بن الخزرج الخزرجي الأنصاري.